# Укамау
Укамау (исп. Ukamau) — первый кинофильм на языке аймара, фильм боливийского режиссёра Хорхе Санхинеса был снят в 1966 году. Роли исполняли крестьяне индейской общины. После показа фильм был запрещён цензурой, а киногруппа, названная «Укамау» во главе с Санхинесом, бывшим в то время директором Боливийского Национального киноинститута, изгнана из киноинститута.